# Iouri Naguibine
Iouri Markovitch Naguibine (en russe : Ю́рий Ма́ркович Наги́бин), né le 3 avril 1920 à Moscou et mort le 17 juin 1994 à Moscou, est un écrivain et scénariste russe et soviétique.

## Biographie
Son père, membre de la noblesse russe, est exécuté pour activités contre-révolutionnaires alors que sa mère est enceinte de lui. Il sera élevé par son grand-père maternel juif, lui-même arrêté et exilé en République des Komis en 1927.
En 1938, il s'inscrit à la Première Université de médecine Ivan Setchenov de Moscou, mais abandonne bientôt ses études de médecine pour entrer à l'Institut national de la cinématographie. Comme écrivain, il publie dès 1940 et devient membre de l'Union des écrivains soviétiques, mais il demeure surtout connu pour sa prolifique et fructueuse carrière de scénariste qui lui vaut de nombreux honneurs : Ordre de la révolution d'Octobre, Ordre du Drapeau rouge du Travail, Ordre de l'Insigne d'honneur. Il jouissait d'une datcha à Sovietski Pissatel.
Il est l'auteur de la nouvelle "L'Écho" qu'il adapte lui-même sous forme de scénario pour La Fille à l'écho (1964), film du réalisateur lituanien Arūnas Žebriūnas qui remporte le prix du Jury au Festival international du film de Locarno en 1965. Il est également coscénariste des films Dersou Ouzala (1975) du réalisateur japonais Akira Kurosawa, qui remporte l'Oscar du meilleur film étranger en 1976, et Jaroslaw Dabrowski (1976) du réalisateur polonais Bohdan Poręba.

## Œuvres

### Œuvres traduites en français
- La Pipe avec deux autres nouvelles: Le Vainqueur et Le Chêne hivernal. Éditions du Progrès à Moscou. Traduit du russe par Alice Orane après 1951.
- Demain, c'est fête, La Nouvelle Critique, Revue du Marxisme Militant, revue mensuelle, no 114, mars 1960.
- Les Étangs purs, et autres nouvelles. 248 pages traduites par Georges Laurent et Ottilie Sacher. Éditions Gallimard, 1979
- La Pause. 189 pages traduites par Georges Laurent. Éditions Balland en 1983
- Il n'y a pas d'amour heureux. 195 pages traduites par Georges Laurent et Nathalie Sauveur. Erreur Périmés manufacture. 1987
- Une mission urgente, avec une autre nouvelle Afanassitch. 175 pages traduites par Maya Minoustchine aux Éditions du Griot le 1er juin 1992
- Les Neiges d'antan, recueil de nouvelles, Éditions du Griot, février 1993. Traduit du russe par Maya Minoustchine.
- Un cadeau généreux, La Nouvelle Revue française, no 298, Gallimard, 1997.
- Néringa [réf. souhaitée]

## Scénariste
- 1964 : La Fille à l'écho de Arūnas Žebriūnas
- 1964 : Président d'Alekseï Saltykov
- 1969 : Tchaïkovski d'Igor Talankine, coscénariste du réalisateur et de Boudimir Metalnikov
- 1969 : La Tente rouge de Mikhaïl Kalatozov, co-scénariste du réalisateur, de Robert Bolt, d'Ennio  De Concini et de Richard DeLong Adams
- 1975 : Dersou Ouzala d'Akira Kurosawa
- 1976 : Jarosław Dąbrowski de Bogdan Poremba (ru)
- 1976 : C'est ainsi que la légende a commencé de Boris Grigoriev
- 1987 : Garde-marines, en avant ! de Svetlana Droujinina
- 1998 : Le Quatrième Roi de Stefano Reali, co-scénariste du réalisateur et d'Enzo Decaro, diffusé après sa mort